# Exoprosopa ingens
Exoprosopa ingens är en tvåvingeart som beskrevs av Cresson 1919. Exoprosopa ingens ingår i släktet Exoprosopa och familjen svävflugor. Inga underarter finns listade i Catalogue of Life.